# Stora Amaranterorden

Ordenstecken för Amaranten. Hallwylska museet.

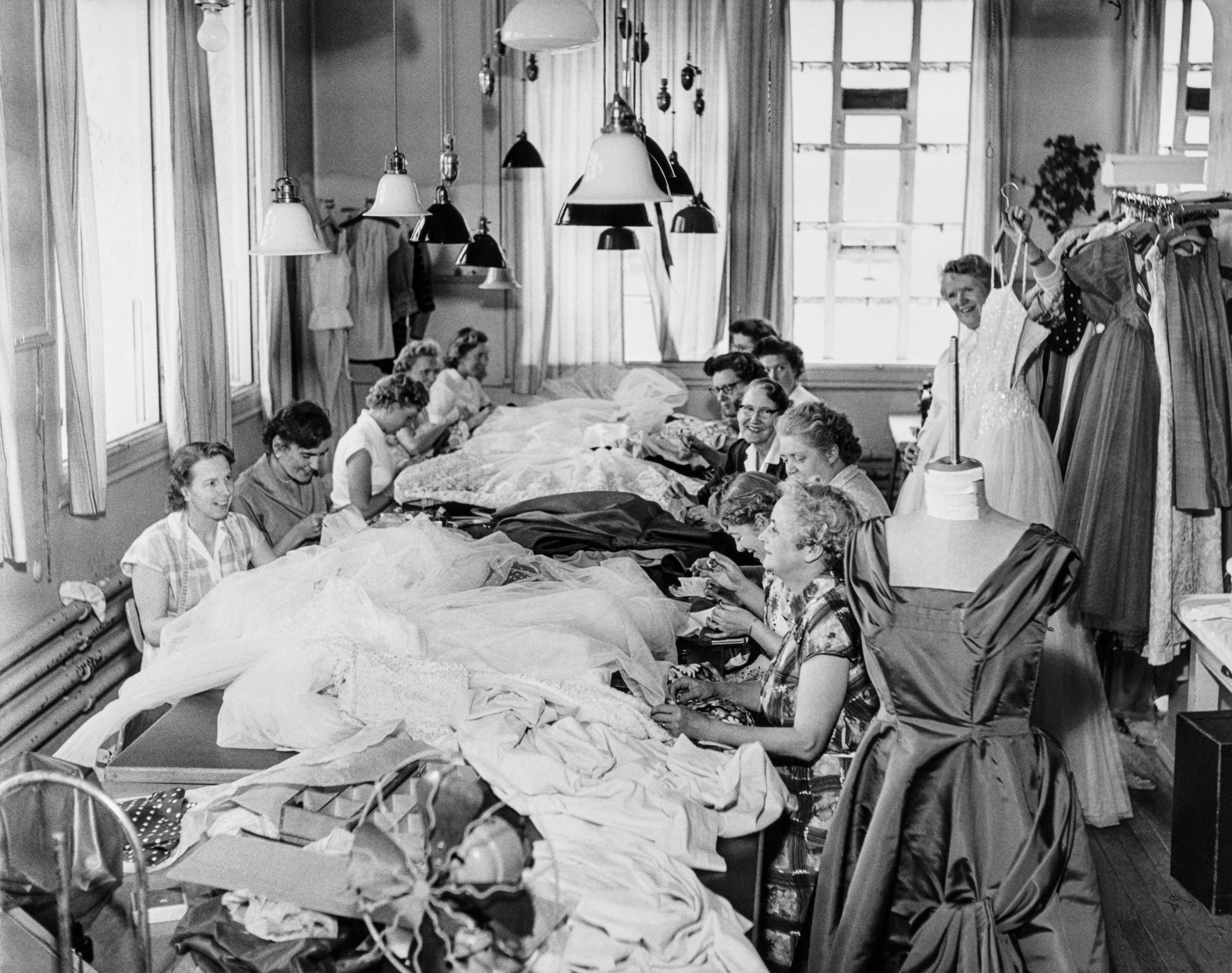
Sömmerskorna på NKs Franska damskrädderi arbetar med klänningar inför Amaranterbalen 1956

Stora Amaranterorden, Amaranten, är en sällskapsorden i Stockholm. 
Denna, som upptog den äldre Amarantherordens namn, stiftades 24 juli 1760 av Klas Qvist, som stormästare och Edvard Sondell, som bevakande broder, samt ägde ännu under mellankrigstiden bestånd. Dess ändamål, sällskapsglädje i en vald krets, sades vara "allmaktens ära och sådana göromål, som icke kunna misshaga det allseende ögat". 
Orden har sex grader. Till sin första grads dekoration användes Kristinas stjärna, med dubbla, mot varandra vända amaranter i amarantrött band med gröna kanter. Bland namnen i ordens äldsta matrikel finns Carl Israel Hallman, Carl Christoffer Gjörwell, Elis Schröderheim, Gudmund Jöran Adlerbeth, Samuel Sandel och Anna Maria Lenngren. 
Så småningom omvandlades orden till att bli "den högre societetens" danssällskap. Filialer finns i Göteborg, Karlskrona, Malmö och Helsingfors. Man anordnar sedan 1800-talet, växelvis med ordenssällskapet Innocencen, stora baler i Stockholm. Balerna hålls jämna år på Grand Hôtel i Stockholm.
| Grad                                          | Ordenstecken                                              | Att bäras                                                       | Benämning      |
| --------------------------------------------- | --------------------------------------------------------- | --------------------------------------------------------------- | -------------- |
| Första Amarantergraden                        | Amaranterordens kors i amarantrött band med gröna kanter. | Damer: vid vänster axel. Herrar: vid bröstets vänstra sida.     | De uppriktiga  |
| Andra Aspirantgraden                          | Ankare i ljusblått band med silverkanter, rosett.         | Enbart häroldinnor                                              | De trofasta    |
| Tredje Conseillergraden                       | Ordenstecken i grönt band med amarantröda kanter.         | Bärs över höger axel och mot vänster höft innanför frackrocken. | De fullkomlige |
| Fjärde Chevaliergraden                        | Ordenstecken i vitt band med blåa kanter.                 | Bärs över höger axel och mot vänster höft innanför frackrocken. | De vaksamme    |
| Femte Kommendörsgraden                        | Ordenstecken i amarantrött band med gröna kanter.         | Bärs över höger axel och mot vänster höft innanför frackrocken. | De segrande    |
| Sjätte den Högsta Graden Storkommendörsgraden | Ordenstecken i ljusblått band med silverkanter.           | Bärs över höger axel och mot vänster höft innanför frackrocken. | De gloriöse    |